# Angraecopsis gracillima
Angraecopsis gracillima är en orkidéart som först beskrevs av Robert Allen Rolfe, och fick sitt nu gällande namn av Victor Samuel Summerhayes. Angraecopsis gracillima ingår i släktet Angraecopsis och familjen orkidéer. Inga underarter finns listade i Catalogue of Life.